# Karl von Clam-Martinic

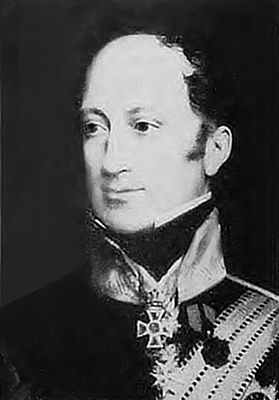
Karl von Clam-Martinic.

Karl von Clam-Martinic, född 1792, död 1840, var en österrikisk greve och diplomat och militär.
Von Clam-Martinic var den som lät föra Napoleon I till Elba. Han blev senare diplomat och fältmarskalk, och en av Klemens von Metternichs anhängare.